# Mezinárodní letiště Cherson
Mezinárodní letiště Cherson (ukrajinsky Міжнародний аеропорт «Херсон» – Mižnarodnyj aeroport „Cherson“, rusky Международный аэропорт «Херсон» – Meždunarodnyj aeroport „Cherson“, IATA: KHE, ICAO: UKOH) je mezinárodní letiště osm kilometrů severozápadně od Chersonu, hlavního města Chersonské oblasti na Ukrajině. Nejbližší obcí je mu vesnice Čornobajivka, jejíž intravilán leží na severovýchodě od něj.
Letiště má jedinou vzletovou a přistávací dráhu o délce 2,5 kilometru s orientací 03/21 a betonovým povrchem. Jedná se zároveň o leteckou základnu ukrajinského letectva. První let se uskutečnil v roce 1961, když zde přistál letoun An-24 při letu z Kyjeva. V roce 2006 získalo letiště mezinárodní status.
Letiště bylo místem opakovaných bojů během ruské invaze na Ukrajinu v roce 2022.
Před začátkem války létaly z letiště pravidelně Turecké aerolinie na Atatürkovo letiště v Istanbulu a Mezinárodní aerolinie Ukrajiny na kyjevské letiště Boryspil.